# همت أباد (سفلى أردستان)
همت أباد (بالفارسية: همت‌آباد) هي قرية تقع في إيران في قسم سفلى الريفي. يقدر عدد سكانها بـ 11 نسمة بحسب إحصاء 2016.